# Жуан Гоміш Кравінью
Жуан Тітірігтон Гоміш Кравінью (порт. João Titterington Gomes Cravinho, МФА: [ʒu.ˈɐ̃w tit.tɨ.ɾĩg.ˈton ˈgo.mɨʃ kɾɐ.ˈvi.ɲu]; 16 червня 1964, Коїмбра) — португальський викладач університету, дипломат, посол Європейського Союзу, у 2005—2011 — заступник міністра закордонних справ, у 2018—2022 — міністр національної оборони, з 2022 до 2024 рік міністр закордонних справ Португалії.

## Життєпис
Народився 16 червня 1964 року в Коїмбрі. У 1986 році закінчив міжнародні відносини в Лондонській школі економіки, в 1987 році здобув ступінь магістра в цьому ж університеті. У 1995 році здобув докторський ступінь в Оксфордському університеті.
У 1995—1996 рр. — науковий співробітник Інституту стратегічних і Міжнародний, Лісабон
У 1996—1999 рр. — запрошений професор африканських студій Вищого інституту Науки про працю та бізнес (ISCTE), Лісабон
У 1997—1999 рр. — запрошений професор, юридичний факультет, Новий університет, Лісабон
У 1997—1999 рр. — асоційований науковий співробітник Інституту національної оборони, Лісабон
У 1999—2000 рр. — радник державного секретаря закордонних справ співробітництва, Міністерство закордонних справ, Лісабон
У 1995—2000 рр. — професор міжнародних відносин, економічний факультет, Університет Коїмбра, Португалія
У 2000 р. — запрошений професор Департаменту державного управління Джорджтаунський університет, Вашингтон, округ Колумбія Сполучені Штати Америки
У 2001—2002 рр. — президент Інституту португальської співпраці Міністерства закордонних справ Португалії, Лісабон
У 2002—2005 рр. — професор кафедри міжнародних відносин економічного факультету, Університет Коїмбри, Португалія
У 2005—2011 рр. — державний секретар із закордонних справ і співробітництва, Уряд Португалії
У 2012—2015 рр. — Посол Європейського Союзу в Індії, акредитований одночасно був послом ЄС у Бутані, він вручив вірчі грамоти Його Високоповажності Президенту Індії 12 січня 2012 року та Його Величності Королю Бутану 3 квітня 2012 року.
У 2015—2018 рр. — Посол Європейського Союзу в Бразилії
З жовтня 2018 року — міністр національної оборони в уряді Антоніу Кошти.
З березня 2022 року — міністр закордонних справ у третьому уряді Антоніу Кошти.

## Нагороди
- Орден князя Ярослава Мудрого III ст. (Україна, 28 грудня 2023) — за вагомий особистий внесок у зміцнення міждержавного співробітництва, підтримку державного суверенітету та територіальної цілісності України, популяризацію Української держави у світі[3]